# Trunk Muzik 3
Trunk Muzik III è il quinto album in studio del rapper americano Yelawolf, pubblicato il 29 marzo 2019. È il suo ultimo album sotto l'etichetta di Eminem Shady Records ed è stato pubblicato insieme alla Interscope Records e all'etichetta Slumerican di Yelawolf.
L'album segna un ritorno all'enfasi sul suono hip hop del sud che era predominante nella musica di Yelawolf all'inizio del decennio, in contrasto con le fusioni country-folk e hip hop dei suoi due album precedenti. Anche se l'album è intitolato come il terzo della serie Trunk Muzik, tecnicamente è il quarto, dopo il mixtape Trunk Muzik del 2009, la successiva ristampa del 2010 Trunk Muzik 0-60 e Trunk Muzik Returns del 2013.
Le sessioni per l'album sono iniziate nel gennaio 2018, dopo l'uscita del quarto album di Yelawolf, Trial by Fire, con il produttore e collaboratore di lunga data WLPWR. Questo segna la loro prima collaborazione nella produzione di uno degli album in studio di Yelawolf dall'uscita di Love Story del 2015.
L'album presenta anche la produzione di DJ Paul, Jim Jonsin, BandPlay e Ms Madli, e collaborazioni con Rittz, DJ Paul, Machine Gun Kelly, Caskey, Doobie, Shawty Fatt, Big Henri, MopTop, Cub da CookUpBoss e DJ Klever.

## Tracce
| 1.         | "TM3"                                                   | - Michael Atha - William Washington - Josh Winkler                     | WLPWR                                        | 3:09  |
| 2.         | "Catfish Billy 2"                                       | - Atha - Washington                                                    | WLPWR                                        | 3:18  |
| 3.         | "Rowdy" (feat. Machine Gun Kelly & DJ Paul)             | - Atha - Richard Colson Baker - Paul Duane Beauregard                  | DJ Paul                                      | 4:28  |
| 4.         | "Special Kind of Bad"                                   | - Atha - Jim Jonsin - James Scheffer - Gannin Arnold                   | Jim Jonsin                                   | 3:46  |
| 5.         | "Like I Love You"                                       | - Atha - Scheffer - Michael Burman - Robert Dante                      | - Jim Jonsin - Michael Burman - Robert Dante | 3:44  |
| 6.         | "Drugs"                                                 | - Atha - Washington                                                    | WLPWR                                        | 4:30  |
| 7.         | "Trailer Park Hollywood"                                | - Atha - Beauregard                                                    | DJ Paul                                      | 3:57  |
| 8.         | "No Such Thing as Free" (featuring Caskey & Doobie)     | - Atha - Brandon Caskey - Eric Williams                                | Locke                                        | 4:08  |
| 9.         | "We Slum" (featuring Shawty Fatt & Big Henry)           | - Atha - Washington - Jerrico Horton - Jonathan Henry                  | WLPWR                                        | 4:10  |
| 10.        | "Box Chevy 6" (featuring Rittz & DJ Paul)               | - Atha - Beauregard - Jonathan McCollum - Chad Lamont Butler - Winkler | DJ Paul                                      | 4:57  |
| 11.        | "All the Way Up" (featuring MopTop & Cub da CookUpBoss) | - Atha                                                                 | BandPlay                                     | 4:18  |
| 12.        | "Over Again"                                            | - Atha - Winkler                                                       | DJ Klever                                    | 2:49  |
| 13.        | "Addiction"                                             | - Atha - Washington - Madli Kents                                      | - WLPWR - Ms Madli                           | 3:58  |
| 14.        | "Over Here"                                             | - Atha - Washington                                                    | WLPWR                                        | 4:50  |
| Durata in: | Durata in:                                              | Durata in:                                                             | Durata in:                                   | 56:02 |